# وستسه (منطقه تابور)
وستسه (به چکی: Vesce) یک منطقهٔ مسکونی در جمهوری چک است که در منطقه تابور واقع شده‌است.
 وستسه ۷٫۴۴ کیلومتر مربع مساحت و ۲۳۶ نفر جمعیت دارد و ۴۶۵ متر بالاتر از سطح دریا واقع شده‌است.